# 中京大學附屬中京高等學校
中京大學附屬中京高等學校是位於日本愛知縣名古屋市昭和區川名山町地區的私立高等學校，為中京大學的附設高等學校，常被簡稱為「中京大中京」。
在岐阜縣瑞浪市的中京高等學校由於創辦人為本校創辦人之次子，繼承了相同的辦學理念，因此該校名稱不但與本校相似，且兩校在歷史曾先後使用過相同之名稱。
該校棒球部在二次世界大戰前曾是全日本高中棒球的強校，除了多次取得甲子園優勝，至今在甲子園累積的出賽次數、獲勝場數以及獲得優勝次數都是全日本第一。

## 歷史
學校的前身為1923年成立的實業學校「中京商業學校」，最初僅招收男性學生，1944年一度改招收女性學生而更名為「中京女子商業學校」，不過僅一年後在1945年又恢復為僅招收男性學生，因而又更名回「中京商業學校」。
1948年配合日本的學制改革，更名為「中京商業高等學校」，1967年由於增設普通科，因而更名為「中京高等學校」；1995年停辦商業科後，改成為同屬學校法人梅村學園的中京大學的附設高等學校，因而更名為「中京大學附屬中京高等學校」，並在1998年開始招收女性學生，成為男女混合教育學校。

### 歷史上的「中京商業高等學校」及「中京高等學校」
目前在岐阜縣瑞浪市有一所由學校法人安達學園設立的「中京高等學校」，其為本校創辦人之次子所創立，該校現在的校名除了與本校過去的名稱相同，該校過去也曾使用過「中京商業高等學校」之名稱，兩校的校名甚至曾經直接互換。
|        | 梅村學園（愛知縣）               | 安達學園（岐阜縣）                   |
| ------ | -------------------------------- | ------------------------------------ |
| 1948年 | 中京商業高等學校                 | －                                   |
| 1963年 | 中京商業高等學校                 | 中京高等學校（新設立）               |
| 1967年 | 中京高等學校（改名）             | 中京商業高等學校（改名）             |
| 1995年 | 中京大學附屬中京高等學校（改名） | 中京商業高等學校（改名）             |
| 2001年 | 中京大學附屬中京高等學校（改名） | 中京高等學校（改名）                 |
| 2017年 | 中京大學附屬中京高等學校（改名） | 中京學院大學附屬中京高等學校（改名） |
| 2020年 | 中京大學附屬中京高等學校（改名） | 中京高等學校（改名）                 |